# Concile de Rome (826)
Pour les articles homonymes, voir Concile de Rome.
Le Concile de Rome fut convoqué par le pape Eugène II (824-827) dans la ville de Rome, le 15 novembre 826. On y réunit soixante-deux évêques, dix-sept prêtres et quelques diacres de la province de l'Église romaine et de l'Italie lombarde,. Trente-huit canons furent publiés. On y traita, entre autres, de l'éducation du clergé, de la proscription des danses païennes ainsi que de quelques droits relatifs au mariage.
Ce synode est considéré comme la première réunion épiscopale où les représentants de l'Empire carolingien ne furent ni conviés, ni représentés. Elle réaffirme un désir d'autonomie et de prise en charge de la papauté dans la gestion des réformes ecclésiastiques hors de toute législation carolingienne.
L'érudit Luc Holstein publia les actes complets de cette assemblée au XVIIe siècle à partir de quelques fragments de manuscrit.					

## Contexte historique

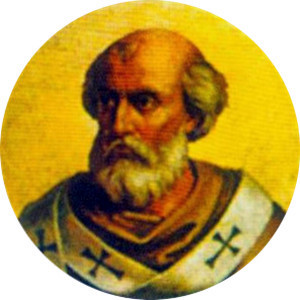
Eugène II. 99e pape de l'Église de Rome, du 8 juin 824 au 27 août 827.

Tout au long du Moyen Âge, l'autorité papale connut des fluctuations qui s'exprimèrent dans une relation, parfois tendue, avec les pouvoirs politiques des empires dominants. Du VIIIe siècle au IXe siècle, on assiste à une chute du pouvoir pontifical qui s'explique par le grand projet de réforme entrepris par les empereurs carolingiens qui comprend la sécularisation des clauses administratives et législatives. La religion et la politique s'imbriquent l'une dans l'autre et forment un ensemble qui affecte tous les niveaux de la société. Cette conception de l'unification d'un « royaume sacré » connaît les retombées les plus significatives sous l'ère de Louis le Pieux (814-840) avant de se démanteler sous les différents règnes de ses fils. Les capitulaires sont alors un excellent exemple de l'intégration des préceptes religieux à l'intérieur du système législatif. Le concile de Rome de 826 est considéré par certains historiens comme un tournant important dans la transformation des mentalités à l'intérieur de l'Église de Rome. Dans le même ordre d'idées, le pape Eugène II, en continuité avec les opinions de son prédécesseur Pascal Ier, souhaite réaffirmer l'autorité spirituelle dans la gestion des affaires politiques, stratégie qui consolidera le statut et le prestige intemporel du pape sur l'Empire chrétien d'Occident pour les siècles à venir.

### La «querelle des images»
Lors de son très court règne, Eugène II est confronté à une crise iconoclaste qui perdure à l'intérieur du royaume byzantin et envers laquelle il s'opposera aux positions des empereurs Louis le Pieux et Michel II l'Amorien (820-829). Depuis quelques décennies, dans la ville de Constantinople, les règnes se succèdent et font perpétuer un conflit que les historiens désignèrent plus tardivement comme la « querelle des images ».
En 754, l'empereur byzantin Léon III l'Isaurien (717-741) condamne la confection et le culte des images pieuses à l'intérieur du Concile de Hiéreia de 754, doctrine qui était alors largement approuvée par les églises catholiques orientales. S'appuyant sur des arguments scripturaires, l'iconoclasme puise ses grandes lignes de l'Ancien Testament (Exode, 20:4) : « Tu ne te feras point d'image taillée, ni de représentation quelconque des choses qui sont en haut dans les cieux, qui sont en bas sur la terre, et qui sont dans les eaux plus bas que la terre. », et parviendra à s'imposer durant les trente années sanglantes des règnes de Constantin V (742-775) et de Léon IV (775-780). Ce n'est qu'à la mort de ce dernier, qu'Irène l'Athénienne (780-802), veuve de Léon IV, convoque le Concile œcuménique de Constantinople et tente de restaurer le culte des images comme dogme officiel; sans grand succès, celui-ci est soldé par un échec. En 787, la régente met en place le Concile de Nicée II qui parvient, dans ce cas, à supprimer les décisions préalablement établies dans le Concile de Hiéreia et rétablir l'union des deux Églises.
La difficulté d'argumentation des partisans du culte des images tenait principalement sur l'impossibilité de référence aux Saintes Écritures. Alors que celles-ci ne mentionnaient les images que pour les condamner, l'opposition formelle tenta de légitimer sa position sur un principe traditionaliste. Ainsi, l'incarnation du Christ, de même que l'existence de Marie ou des Apôtres, était une preuve suffisante dans la justification de représentation. Également, cet argumentum ad antiquitatem puisait ses fondements sur les preuves formelles de l'existence d'images pieuses contemporaines à la vie du Christ. Sur la base de ce dernier argument, on effectua une recherche assidue d'images et de sculptures en Terre Sainte: les célèbres statuts du « groupe de Panéas » ou encore, l'acheiropoïète d'Édesse constituaient des exemples suffisants appuyant la doctrine de l'iconophilie. En somme, l'iconographie possédait la même référence symbolique que les Écritures, comme l'affirme le patriarche Nicéphore : « l'icône sera donc un évangile».

### Michel II l'Amorien
En 813, les nouvelles politiques de Léon V l'Arménien (813-820) tentent d'instaurer une ère de paix à l'intérieur du royaume byzantin. Rapidement, l'iconoclasme redevient la doctrine officielle et ce changement s'effectue, en tout premier lieu, par l'exil des « rebelles » iconodoules Nicéphore et le moine Théodore Studite.

À partir de ce moment, Michel II promulgue une vision plutôt tempérée de l'iconoclasme s'opposant ainsi aux idées radicales de son prédécesseur, position qui se voit rapidement ébranlée par le soulèvement d'un dénommé Thomas le Slave. Ce dernier réclame sa place sur le trône impérial et manifeste le désir de venger Léon V. À l'été 821, appuyé par le califat abbasside, le chef militaire tente d'assiéger Constantinople. Dans une guerre qui oppose les troupes abbassides et celles du khan bulgare Omourtag, rangées du côté de l'empereur, l'iconophile Thomas le Slave échoue aux remparts de la ville, puis est capturé et exécuté dans la ville d'Arcadiopolis. Sans trouver répit, Michel II est ensuite confronté à des soulèvements de plus en plus fréquents, entraînés par la présence accrue des multiples fidèles iconophiles de Théodore Studite dans la capitale byzantine. Fervent opposant aux décisions de l'empereur Léon V l'Arménien, Studite avait trouvé exil sur le territoire lombard.

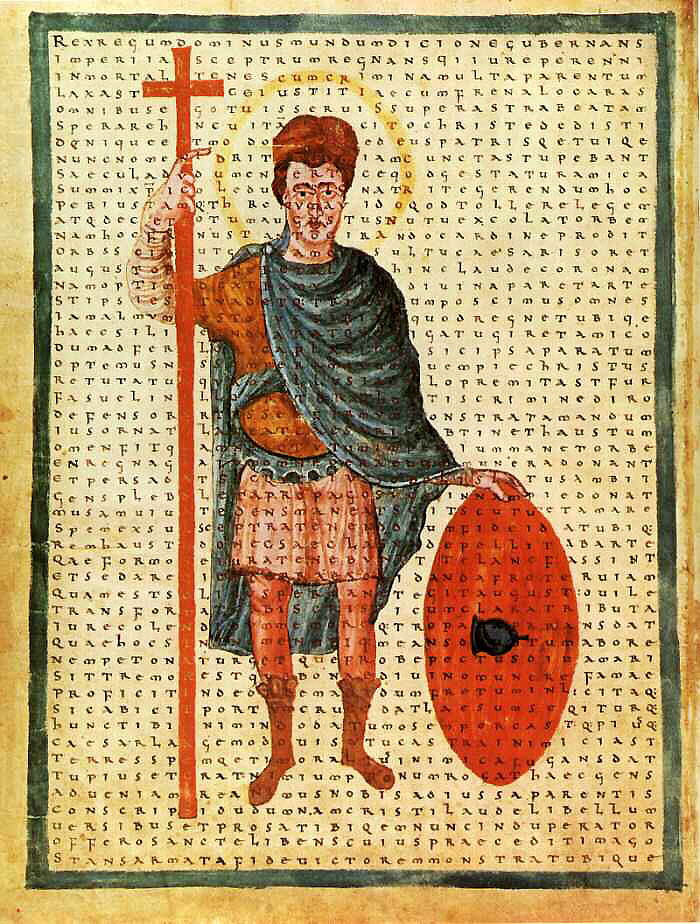
Louis le Pieux (814-840). Trente-trois des canons promulgués à la fin du concile de Rome de 826 furent copiés directement de législations carolingiennes dont trente qu'on peut facilement reconnaître de la législation de Louis le Pieux lui-même.

En 824, dans le but d'adopter un compromis entre les deux doctrines, Michel II fait appel à l'empereur Louis le Pieux afin de l'appuyer dans sa requête auprès du pape. Louis le Pieux convoque un concile à Paris en 825 et, à la suite d'un libellus rédigé avec le clergé, envoie quelques évêques à Rome. Complètement fermé à toute proposition, Eugène II rejette les demandes des carolingiens. En effet, ce dernier refuse, sans compromis, que ceux-ci s'impliquent dans quelconques affaires ecclésiastiques qui relèveraient de son autorité. Il constitue lui-même le pouvoir décisionnel dans la définition du dogme orthodoxe.

## Les conciles carolingiens
Les synodes prenaient place régulièrement à l'intérieur de l'empire carolingien; leur nombre augmente de façon considérable entre 789 et 813. Ils constituent une source de première importance dans la compréhension des changements sociologiques qui s'opèrent autour des notions médiévales du pouvoir. De plus, ceux-ci sont un indicateur des transformations relationnelles entre les évêques provinciaux et les membres de la famille royale. Les conciles réglaient principalement des questions d'ordre politique ou religieuse et, dans certains cas, jugeaient de clauses de moralité ou de justice à la suite d'un événement spécifique. Certaines assemblées constituaient une base gouvernementale où les fidèles étaient invités à venir exprimer leur consensus. Cette structure politique et économique complexe évolua de manière si distincte dans l'empire carolingien qu'elle s'autonomisa jusqu'à devenir complètement indépendante vis-à-vis de l'épiscopat papal. La réforme carolingienne possédait un double objectif : la correction et la standardisation du système dans son entièreté et la destruction ou alors l'assimilation de la culture païenne à l'intérieur du grand territoire chrétien.

### Les canons
Trente-trois des canons promulgués à la fin du concile de Rome de 826 furent copiés directement de législations carolingiennes, dont trente qu'on peut facilement reconnaître de la législation de Louis le Pieux lui-même. Peu de lois synodales en découlèrent. Plusieurs historiens considèrent le concile de Rome comme une réponse directe à la Constitution Romaine de 824. L'éducation du clergé, la question du dimanche, la prohibition de la danse et le mariage sont les questions les plus étudiées par les historiens contemporains.

#### L'éducation du clergé
Canon n.4 Le métropolitain doit engager un évêque ignorant à se faire instruire. L'évêque qui a des prêtres, des diacres et des sous-diacres ignorants, doit les obliger à se faire instruire; il leur interdira l'exercice de leur saint ministère jusqu'à ce qu'ils aient les connaissances voulues.
Législation carolingienne semblable : MGH, Cap., 1, no. 174, c. 2, p.357.
Déjà sous le règne de Charlemagne, l'éducation du clergé constituait une préoccupation de premier ordre dans sa réforme de la liturgie et des structures ecclésiastiques. Par exemple, on retrouve dans la Lettre circulaire aux évêques et aux abbés, rédigée par Alcuin vers les années 784, une invitation à la restructuration des méthodes d'enseignement à l'intérieur de l'église et une dévotion implacable à l'instruction de ses membres. L'éducation est comprise dans une « finalité eschatologique » : « […] vous devez aussi vous appliquer à instruire dans les lettres ceux qui sont capables d'apprendre, suivant l'intelligence que Dieu a donnée à chacun. ». On observe, à l'intérieur du clergé, un contrôle croissant du savoir écrit et un renouveau effervescent des textes antiques dans la culture médiévale.
Le pape Léon IV dû renouveler cette loi lors du concile de Rome de 853.

#### Le dimanche

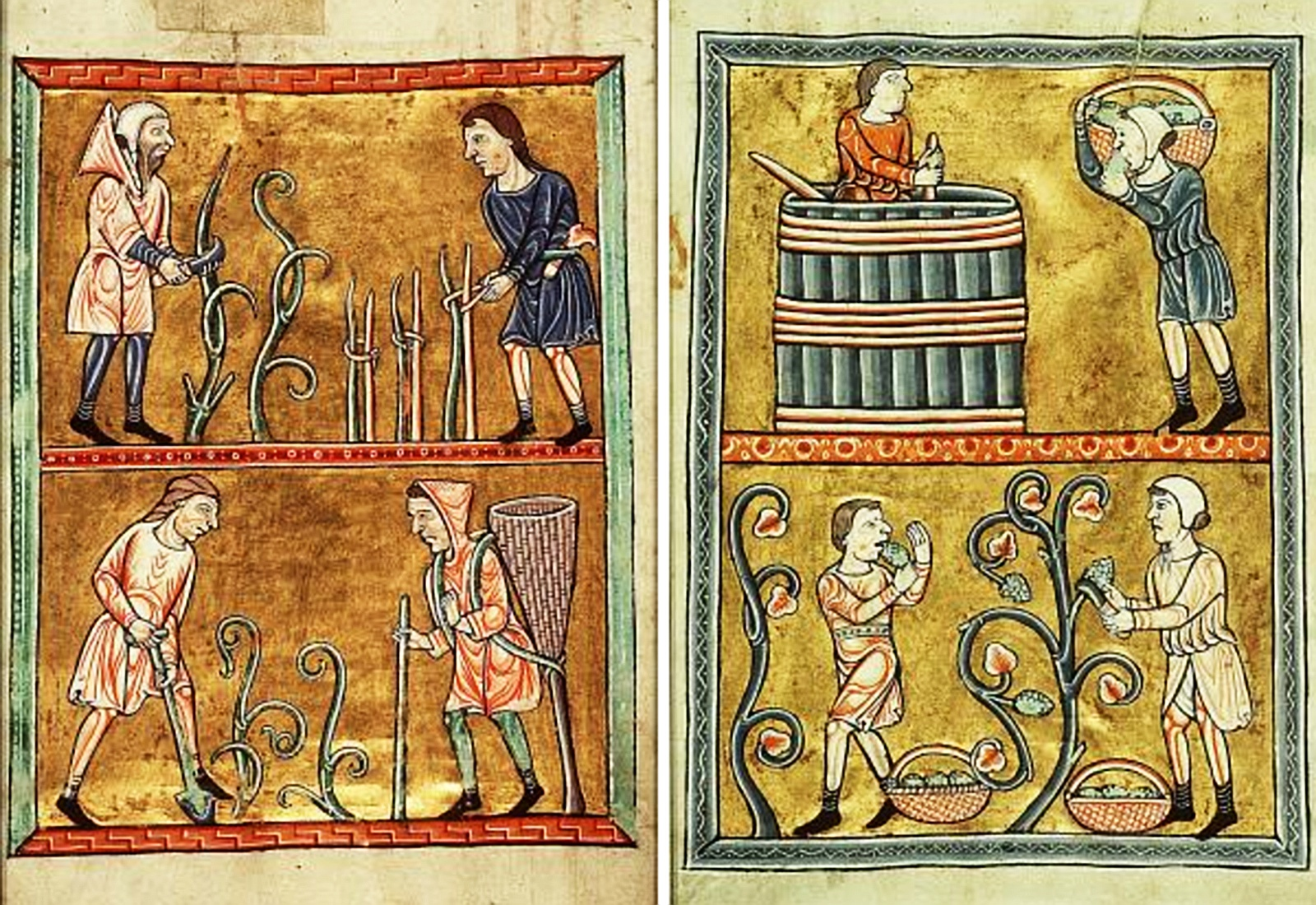
La question du dimanche resta, pour toute la période du Moyen Âge, un sujet controversé pour les membres ecclésiastiques face aux intempéries auxquelles étaient confrontées les paysans.

Canon n.30 On ne doit ni travailler ni vendre le dimanche. On pourra seulement vendre aux voyageurs la nourriture qui leur est nécessaire.
Canon n.31 Il est permis d'arrêter un prisonnier le dimanche.
	Législations carolingiennes semblables : MGH, Conc., 2.1, no. 21, c. 13, p. 194 et MGH, Cone., 2.1, no. 34, c. 16, p. 252; no. 35, c. 35, p. 256; no. 36, c. 37, p.270; no.38 c.40, p.285.
	La question du dimanche, dans les revendications ecclésiastiques, est un sujet assez récurrent. En effet, durant certaines périodes de l'année, les conditions météorologiques qui régissaient le travail des agriculteurs empêchaient ceux-ci de s'arrêter de travailler le jour du Seigneur. Ces intempéries incontrôlables expliquent les répétitions législatives à l'intérieur de plusieurs conciles carolingiens. De plus, la perception du dimanche différait légèrement selon les croyances : d'un côté, comme établi au Concile de Tours de 813, on considérait le dimanche comme le jour de la résurrection du Christ, alors que pour d'autres, comme au concile de Rome de 826, le dimanche était plutôt le septième jour de l'Exode (20.8.11). Dans tous les cas, à l'époque du Haut Moyen Âge, le dimanche symbolisera tranquillement cette idée de recentrement sur soi et de méditation.

#### La prohibition de la danse
Canon n.35 Quelques personnes, et surtout les femmes, viennent à l'église, les dimanches et les jours de fêtes, non dans de bonnes intentions, mais pour se faire admirer (à la sortie de l'église), par des danses (ballare), des chants et des chœurs inconvenants et imités des païens. De telles personnes rentrent chez elles la conscience chargée de fautes plus graves que quand elles sont sorties. Aussi les prêtres doivent-ils exhorter le peuple à ne se rendre, ces jours-là, à l'église que pour y prier.
Législation carolingienne semblable : MGH, Conc., 2.1, no. 3, c. 9, p. 15.
Les condamnations contre les danses populaires furent largement répandues dans la politique carolingienne, puisqu'elles relevaient, selon le clergé, de la culture païenne. On s'attaqua aux danses calendaires et saisonnières, puis celles qui prenaient place lors des rites de passage, des enterrements et des noces. Cette politique de la discipline proscrit également les danses des prêtres. Très tôt, au IVe siècle, ces danses religieuses furent considérées hérétiques et comme une interprétation impure des danses mentionnées dans l'Ancien Testament.

#### Le mariage
Canon n.36 Nul ne doit abandonner sa femme et en épouser une autre; sauf le cas de fornication, si un homme et une femme veulent observer la continence par vertu, ils devront obtenir l'assentiment de l'évêque.
Canon n.37 Nul ne doit avoir, outre sa femme, une concubine.
Canon n.38 Défenses contre les unions incestueuses.
Législations carolingiennes semblables : MGH, Cap., 1, no. 138, c. 24, p. 279, MGH, Cap., 1, no. 142, c. 4, p. 292; no. 177, c.21, p.365 et Concilium Aquisgraniense (819), c. 1, p. 18, ed. Emil Seckel, Neues Archiv 49 (1922).
Le contrôle clérical sur les questions de mariage, d'unions interdites ou encore des relations incestueuses, relèvent d'une tradition beaucoup plus ancienne que l'Empire carolingien et évolua bien encore, à la suite de son démantèlement. Ces mentalités trouvent appui dans certains versets de la Bible comme celui des Corinthiens (7:10-11) et de Matthieu (19:9) : « Mais je vous dis que celui qui répudie sa femme, sauf pour infidélité, et qui en épouse une autre, commet un adultère ». On constate déjà chez Grégoire le Grand, dans sa réponse à Augustin, la condamnation du concubinage,. Les degrés d'inceste prohibés évoluent de manière un peu plus tardive alors qu'on observe, à travers une série de législations canoniques, un resserrement au troisième degré au VIe siècle jusqu'au septième degré canonique, au XIe siècle. 	
Cette véritable campagne morale contre le péché de la sexualité s'opère, entre autres, contre la polygamie, l'adultère et la lascivité à tous les degrés hiérarchiques de la société. Par contre, on remarque des différences majeures entre les mœurs et les droits appliqués aux laïques ou aux membres du clergé. Par exemple, au Haut Moyen Âge, on peut situer l'interdit du concubinage à un couple laïque seulement à l'intérieur de la problématique relative au droit d'héritage d'une deuxième progéniture. Quant au mariage entre membres ecclésiastiques, l'Église interdit la procédure assez tôt et le célibat des prêtres est appliqué dès 385.
La clause 36 dérive des décisions approuvées au premier concile de Tolède (397-400), qui prenaient elles aussi racine dans d'anciennes lois romaines. Celles-ci interdisaient le droit pour un homme de posséder deux femmes, le concubinage n'étant pas encore abordé. Cette série de clauses furent reprises lors du Concile de Paris de 829, du Concile de Mainz de 852 et du Concile de Rome de 853. Spécialement, à la suite du Concile de Rome, on élargit leur étendue et on renforça leur application.

### Monographies
- Auzépy (Marie-France), « La tradition comme arme de pouvoir. L'exemple de la querelle iconoclaste » dans L’autorité du passé dans les sociétés médiévales (dir. Jean-Marie Sansterre), Rome, Collection de l'École française de Rome 333, 2004, 412 p.  (ISBN 2-7283-0711-3)
- De Potter (Louis), Histoire philosophique, politique et critique du christianisme et des églises chrétiennes, depuis Jésus jusqu'au dix-neuvième siècle, Paris, A. Leclaire et Cie, 1836, 3e tome, 447 p.
- Depreux (Phillipe), Les sociétés occidentales du milieu du VIe à la fin du IXe siècle, Rennes, Presses universitaires de Rennes, 2002, 303 p.  (ISBN 978-2-8684-7715-6)
- Von Hefele (Karl Joseph), Histoire des conciles d'après les documents originaux, Paris, Letouzey, 1907, 1260 p. ; les p. 51-53 contiennent les canons de ce concile
- (en) Heidecker (Karl), The Divorce of Lothar II: Christian Marriage and Political Power in The Carolingian World (traduit par Tanis M. Guest), Ithaca, Cornell University Press, 2000, 227 p.  (ISBN 978-0-8014-3929-2)
- (en) Goody (Jack), L'Évolution de la famille et du mariage en Europe (traduit par Marthe Blinoff), Paris, Armand Colin, 2012, 390 p.  (ISBN 978-2-2002-7824-3)
- (en) Landon (Edward Henry), Manual of Councils of the Holy Catholic Church : vol.2, Edinburgh, J. Grant, 1909, 414 p.
- (en) Moore (Michael Edward), A Sacred Kingdom: Bishops and the Rise of Frankish Kingship, 300-850, Washington, The Catholic University of America Press, Studies in Medieval and Early Modern Canon Law, vol.8, 2011, 434 p.  (ISBN 978-0-8132-1877-9)
- Tessier (Georges), Charlemagne, Paris, A. Michel, 1967, 445 p.

### Articles
- Dagron (Gilbert), « La "Querelle des images" », Annales. Histoire, Sciences Sociales, vol. 23, nº6, p.1347-1350.
- Depreux (Phillipe), « Ambitions et limites des réformes culturelles à l'époque carolingienne », Revue historique, Paris, Presses Universitaires de France, vol.3, nº623, 2002, p.721-753.  (ISBN 978-2-1305-2646-9)
- (en) F. X. Noble (Thomas), « The Place in Papal History of the Roman Synod of 826 », Church History, Cambridge, Cambridge University Press, vol.45, nº4, décembre 1976, p. 434-454.
- Riché (Pierre), « Les danses dans le haut Moyen Âge», Bulletin de la Société Nationale des Antiquaires de France, 1982, p.28-30.
- (en) Ullmann (Walter), « Public welfare and social legislation un the early medieval councils », dans G.J. Cuming et Derek Baker (éd.), Councils and Assemblies : Paper Read at The Eight Summer Meeting and The Ninth Winter Meeting of The Ecclesiastical History Society, London, Cambridge University Press, 1971, p.1-39.